# Gioiosa Ionica
Gioiosa Ionica est une commune de 6 824 habitants de la province de Reggio de Calabre, dans la région Calabre, en Italie. Ville située au cœur de la Locride, à mi-chemin entre Reggio de Calabre et Catanzaro, elle est située à 120 m d'altitude.

## Administration
| Période                                  | Période  | Identité        | Étiquette | Qualité |
| ---------------------------------------- | -------- | --------------- | --------- | ------- |
| 14 juin 2004                             | En cours | Giuseppe Tarzia |           |         |
| Les données manquantes sont à compléter. |          |                 |           |         |

### Hameaux
Santa Maria, Bernagallo, Agliocane, Prisdarello, Drusù, Ceravolo, Palma, Sant'Antonio.

### Communes limitrophes
Grotteria, Marina di Gioiosa Ionica, Martone, Roccella Ionica.